# Malá Tŕňa
Malá Tŕňa en hongarès Kistoronya, és un poble d'Eslovàquia. Es troba a la regió de Košice, a l'est del país. La primera referència escrita de la vila data del 1263.

## Demografia
| Godina             | 1994 | 2004   | 2014   | 2024    |
| ------------------ | ---- | ------ | ------ | ------- |
| Nombre de persones | 449  | 451    | 416    | 342     |
| Diferència         |      | +0,44% | −7,76% | −17,78% |

| Godina             | 2023 | 2024   |
| ------------------ | ---- | ------ |
| Nombre de persones | 347  | 342    |
| Diferència         |      | −1,44% |